# نيياس جولياس أغريقولا

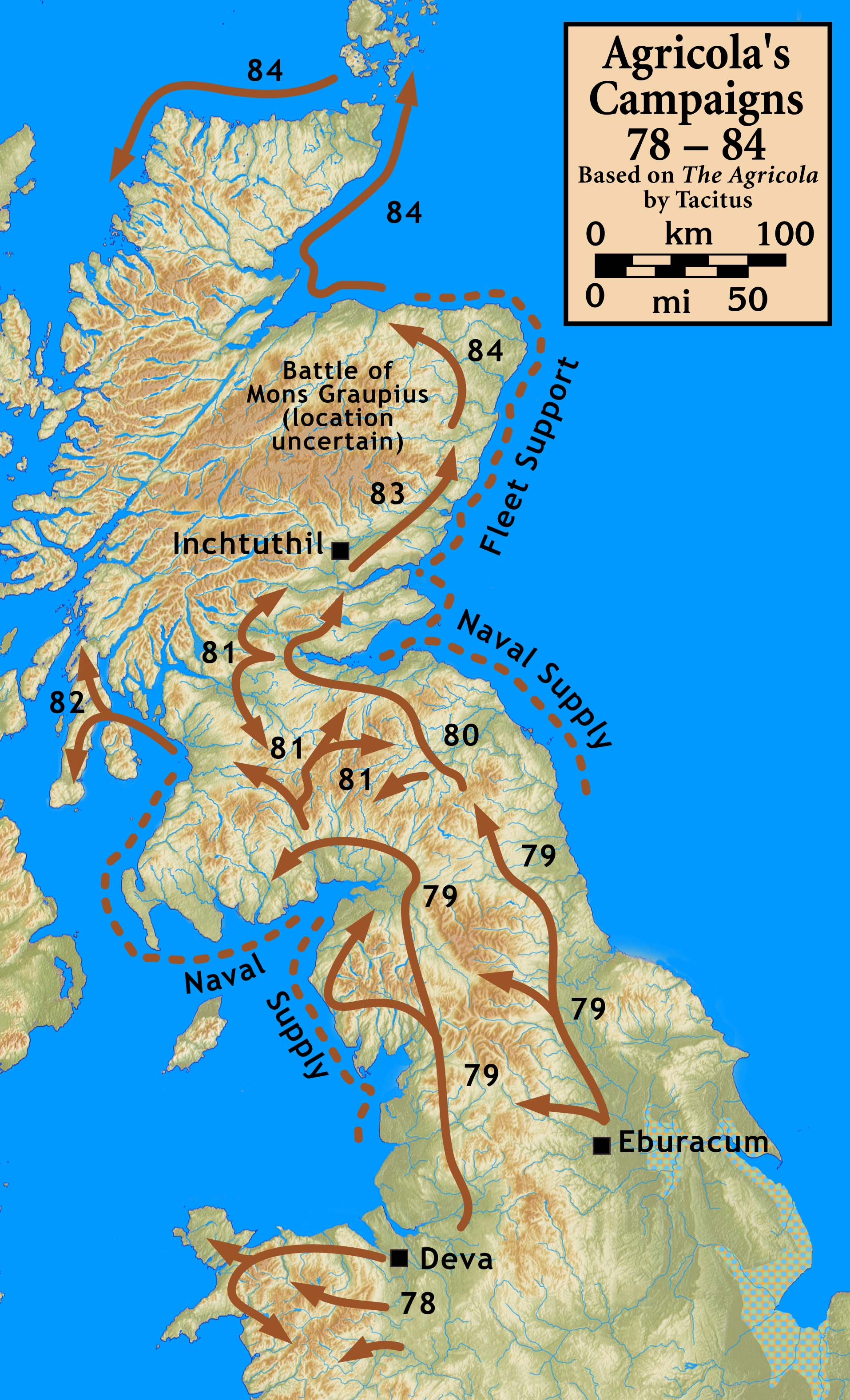
حملات أغريقولا

نيياس جولياس أغريقولا Gnaeus Julus Agricola (ولد 40م - توفي 93م) هو قائد روماني هام، إذ يعتبر المسؤول عن معظم الفتوحات الرومانية في بريطانيا. فقد تولى عام 77م حكم بريطانيا، فقام في الفترة ما بين 77م و84م بفتح أجزاء من ويلز ثم من شمالي إنجلترة. كما احتل اسكتلندا بعد نَصره في معركة مونس غروبيوس وأقام بها حصونا ً رومانية.
يطرح البعض أيضاً احتمال كون نيياس جولياس أغريقولا قد أرسل أيضا ً بحملة ً إلى إيرلندة. بعد فترة خدمة طويلة اُستدعي أغريقولا من بريطانيا، وبعد ذلك انسحب من الحياة العامة والعسكرية حتى وفاته.